# Tetramorium seneb
Tetramorium seneb är en myrart som beskrevs av Bolton 1977. Tetramorium seneb ingår i släktet Tetramorium och familjen myror. Inga underarter finns listade i Catalogue of Life.